# Adolph von Malapert-Neufville

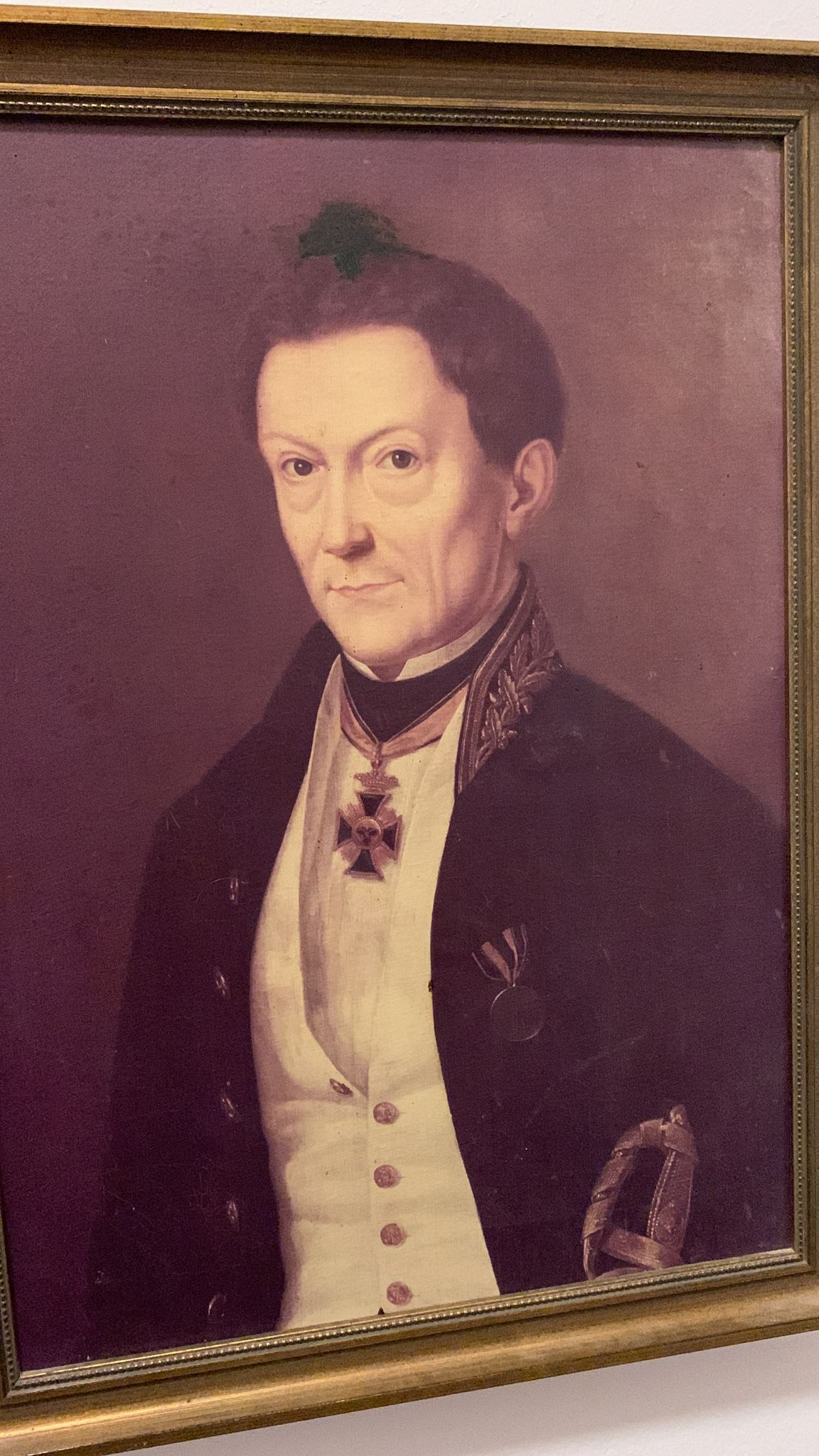
Adolph Malapert-Neufville

Wilhelm Gustav Adolph Freiherr von Malapert-Neufville (* 28. Januar 1787 in Frankfurt am Main; † 12. Juni 1862 in Wiesbaden) war Regierungsdirektor und nassauischer Landtagsabgeordneter.

## Familie
Adolph von Malapert-Neufville war der Sohn des königlich preußischen Kammerherren Friedrich Wilhelm Freiherr von Malapert-Neufville (26. April 1775 in Frankfurt am Main; † 2. Januar 1818 ebenda) und dessen Frau Susanne Elisabeth geborene Edele von Schneider (5. Mai 1756 in Frankfurt am Main; † 26. April 1831 ebenda). Der Frankfurter Ältere Bürgermeister Friedrich Philipp Wilhelm von Malapert-Neufville war sein Bruder.
Adolph von Malapert-Neufville, der evangelischer Konfession war, heiratete am 23. Dezember 1832 in Wiesbaden die Katholikin Antoniette geborene Schlinck (14. Oktober 1808 in Koblenz; † 23. Februar 1892 in Wiesbaden). Aus der Ehe gingen folgende Kinder hervor:
- Anna Catharina Hill (* 1833), heiratete 1851 den Sänger  Carl Johann Adam Hill
- Philipp Anton Felix von Malapert-Neufville (* 1834), Arzt
- Susanna Maria Kleinschmit (1836–1905), heiratete 1854 den Königlich Preußischen Generalmajor Julius von Kleinschmit
- Antonia Juliana Musset (* 1837), heiratete 1855 den Major Heinrich Joseph Musset
- Friedrich Carl Reinhold Freiherr von Malapert gen. von Neufville (* 1839), Lieutenant
- Johann Friedrich Wilhelm Freiherr von Malapert gen. von Neufville (* 1842), Lieutenant
- Ludwig Gustav Robert Freiherr von Malapert gen. von Neufville (1846–1892), Dr. phil., Königlich Preußischer Leutnant.

## Leben
Er war ab 1806 nassauischer Hofjunker und ab 1807 Oberdirektor des Theaters in Wiesbaden. 1809 bis 1810 diente er als Akzessist am Hofgericht Wiesbaden. Er wurde zum Kammerjunker und zum Mitglied des Hofmarschallamtes ernannt. In den Befreiungskriegen war er 1813–1814 Oberleutnant und Adjutant des freiwilligen Jägercorps.
1814 bis 1820 war er Amtmann und Justizrat im Amt Braubach und wurde zum Kammerherren ernannt. 1820 bis 1826 war er Regierungsrat in Wiesbaden, bevor er 1827 zum Geheimen Rat und Hofrat ernannt wurde. Ab 1832 war er erster Direktor der Landesregierung und wurde 1847 in den Ruhestand versetzt.

## Abgeordneter
1831 bis 1845 gehörte er als Vertreter des Fürsten von der Leyen der ersten Kammer der Landstände des Herzogtums Nassau an. 1846 bis 1848 war er gewähltes Mitglied der ersten Kammer.